# Hyde Park, New York
Hyde Park este un oraș aflat în partea de nord-vest a comitatului Dutchess, statul  New York,  Statele Unite ale Americii, imediat la nord de orașul Poughkeepsie. Orașul este cunoscut ca fiind locul unde s-a născut președintele american Franklin D. Roosevelt.